# Eternul feminin
Eternul feminin este un film românesc din 1969 regizat de Iancu Moscu.